# Heinrich Gernand
Heinrich Gernand (* 5. Dezember 1907 in Bebra; † unbekannt) war ein deutscher Politiker (NSDAP).

## Leben
Gernand wuchs in Bebra auf und besuchte bis 1925 das Gymnasium in Hersfeld. Er trat zum 1. April 1931 der NSDAP bei (Mitgliedsnummer 484.269) und schloss sich auch der SS (SS-Nummer 23.395) an. Er war von 1932 bis 1933 NSDAP-Kreisleiter in Fulda. 1934 übernahm er das Amt des Propagandaleiters für den Gau Kurhessen der NSDAP in Kassel, wurde 1935 in Personalunion auch Landeskulturwalter und leitete ab 1937 das als Reichsbehörde neugebildete Reichspropagandaamt Kurhessen. In der Funktion des Gauamtsleiters kandidierte er auf dem Wahlvorschlag der NSDAP auf dem Listenplatz mit der Nummer 275 bei der Wahl zum Deutschen Reichstag am 29. März 1936, zog aber nicht in den nationalsozialistischen Reichstag ein.
Unmittelbar vor den Ereignissen der Reichskristallnacht stiftete Gernand im Raum Kassel/Fulda, dem damaligen Gau Kurhessen, antijüdische Plünderungen und Gewalttaten an, die zu den ersten Übergriffen der folgenden deutschlandweiten Pogrome zählten. Die Publikationen von Angela Hermann betonen die unmittelbare Verantwortung Gernands für den Beginn der Pogrome und bezweifeln eine Anstiftung Gernands durch Goebbels, etwa weil Gernand keinen Kontakt zu Goebbels gehabt habe und Kurhessen für den Beginn des initiierten Aufstands zu unbedeutend gewesen sei.
Im Jahr 1941 wurde er zum SS-Sturmbannführer und 1943 zum SS-Obersturmbannführer befördert.
Im gleichen Jahr legte er das Amt des Propagandaleiters nieder und wurde am 6. Oktober 1941 neuer Leiter der Hauptabteilung für Volksaufklärung und Propaganda (HAVP) in Den Haag in den besetzten Niederlanden. In der HAVP unterstanden ihm die Abteilungen Propaganda und Sonderaufgaben, Kultur, Rundfunk und Presse.
Bereits 1942 wurde er wieder von Max Stampe als Leiter der HAVP abgelöst.